# Катастрофа ATR 72 під Тюменню
Рейс 120 авіакомпанії UTair — був внутрішнім регулярним пасажирським рейсом із Тюмені в Сургут, Росія. 2 квітня 2012 року ATR72-200 розбився незабаром після зльоту з міжнародного аеропорту Рощино, загинули 32 з 43 осіб на борту.

## Літак
Літак ATR72-200 був вироблений на французько-італійському заводі ATR і зареєстрований на Бермудських Островах, бортовий номер VP-BYZ. Літак був виготовлений в 1992 році і здійснив перший політ 20 жовтня того ж року. Уперше літак був куплений авіакомпанією Transasia Airlines 16 грудня 1992 року, а потім був проданий фінським авіалініям, спочатку в Finnair, а пізніше в Aero Airlines. У липні 2008 року літак поповнив флот російської авіакомпанії UTair.

## Катастрофа
Літак розбився незабаром після зльоту з аеропорту Рощино, Тюмень. Аварія сталася о 5:35 за місцевим часом (1:35 UTC) після того, як літак відлетів на відстань 2 км на північний захід злітно-посадкової смуги Тюменського аеропорту, неподалік села Горьковка. Екіпаж намагався здійснити аварійну посадку неподалік аеропорту.
Загалом 31 людини загибла та 11 постраждали серед 43 осіб на борту. Одне з джерел стверджує, що всі чотири члени екіпажу загинули, інше стверджує, що командир літака вижив. 12 людей госпіталізовані до Другої міської лікарні, повідомили в МНС по Тюменській області, стан усіх постраждалих вкрай важкий, вони перебувають у реанімації.
На цей рейс авіакомпанії UTair було продано 40 квитків, але один із пасажирів не з'явився на виліт. Щасливчиком виявився 36-річний бізнесмен із Ханти-Мансійського автономного округу, який вирішив відкласти відрядження до Сургута, бо провів кілька годин за кермом машини і дуже втомився, розповів він журналістам. Тож чоловік вирішив виспатися і полетіти іншим рейсом.

## Розслідування
Слідство поки визначило три основні версії події — технічну несправність літака (вона вважається найімовірнішою), помилку екіпажу та помилку наземних служб (диспетчерів). Єдине, що відомо точно, — це не теракт. За словами місцевих мешканців, незадовго до падіння з обох двигунів літака йшов дим. Знайдені обидві «чорні скриньки», вони в хорошому стані.